# Ékes József
Ékes József László (Ajka, 1951. augusztus 15. –) magyar vállalkozó, politikus, fideszes országgyűlési képviselő.

## Élete
Villamosipari szakmunkásként 23 éven keresztül az Ajkai Erőműjavító- és Karbantartó Vállalatnál dolgozott, különböző beosztásokban. Kereskedelmi és idegenforgalmi menedzser szakképesítést szerzett. Emellett huzamosabb időt töltött Németországban és Ausztriában. Angliában egy vállalkozásfejlesztési menedzseri tanfolyamon végzett. Nős, 3 felnőtt gyermeke van.

## Politikai pályafutása
Az 1994-es országgyűlési választáson a Liberális Polgári Szövetség – Vállalkozók Pártja képviselőjelöltje volt. Az őszi önkormányzati választáson Ajkán önkormányzati képviselővé választották, majd a város alpolgármestere lett. 1996-ban az Új Atlantisz Térségfejlesztési Társulás alapító elnöke lett. 1997. novemberi megalakulásától 2002-ig tagja volt a Veszprém Megyei Területfejlesztési és a Közép-dunántúli Regionális Fejlesztési Tanácsnak.
Az 1998-es országgyűlési választáson a Fidesz és az MDF közös jelöltjeként egyéni országgyűlési mandátumot szerzett (Veszprém 1. vk., Ajka), az MDF-frakció tagja lett. Az ez évi önkormányzati választás eredményeként, Ajka város polgármesterévé választották, mely tisztséget 2002-ig töltött be. 1999 áprilisától 2001-ig a Vállalkozók Pártja elnöke volt. 2001-ben a kisebb jobboldali pártok által létrehozott Békejobb Demokrata Unió társelnöke lett, de rövidesen lemondott pártelnöki tisztségéről.
A 2002-es országgyűlési választáson ismét egyéni mandátumot szerzett. Az Országgyűlésben tagja volt a környezetvédelmi, a területfejlesztési és az emberi jogi, kisebbségi és vallásügyi állandó bizottságnak. 2002 és 2004 között az MDF-frakció helyettes vezetője. Az EBESZ-közgyűlés magyar parlamenti delegációjának 2000-2006-ig tagja volt. 2002 szeptemberétől az Európa Tanács parlamenti képviselője. 2003 és 2004 között az MDF megfigyelői státusú képviselője az Európai Parlamentben, majd a 2004-es EP-választásig annak képviselője volt.
2004. június 21-én az MDF parlamenti frakciója kettészakadt. A Dávid Ibolya által vezetett pártirányvonalat bíráló tagok Lezsák Sándor vezetésével Lakitelek-munkacsoport néven szerveződtek meg. A munkacsoport tagjai rövidesen vagy kiváltak a frakcióból vagy kizárták őket. November 8-án több képviselőtársaival egyidejűleg bejelentette az MDF frakciójából való kiválást. A ciklus végéig független képviselőként folytatta munkáját.
A 2006-os országgyűlési választáson a FIDESZ-KDNP országos listájáról szerzett mandátumot. Tagja az Európai Ügyek Bizottságának, az Európa Tanácsnak, illetve a Tanács Agrár-környezetvédelmi Bizottságának, a KEK-nek, valamint a KMKF Európai Ügyek Albizottságának.
A 2009-es európai parlamenti választáson a Fidesz-lista 18. helyén szerepelt. A 2010-es országgyűlési választáson ismét Veszprém megye 1-es számú egyéni körzetét megnyerve jutott mandátumhoz.

## Kitüntetések, díjak
- Unna város (Németország) emlékérem, 2003
- Farkasgyepű emlékérem, 2002